# Irisbus Crealis Neo
L'Irisbus Crealis è un autobus prodotto dalla Irisbus Iveco (oggi diventata Iveco Bus) dal 2008.
Nella sua prima versione, era un Citelis con un design rivisitato, destinato principalmente al mercato degli autobus di servizio di alto livello. Nella sua versione attuale, il Crealis è derivato dallo Urbanway. Oltre alla facciata anteriore del Citelis, il tetto di Crealis è carenato per nascondere i corpi installati sul tetto, compresa l'aria condizionata. Come il Civis, l'Agora e il Citelis, il Crealis è in grado di ricevere le apparecchiature ottiche Optiguide-Optiboard commercializzate da Siemens. Il Crealis è disponibile con motore diesel, gas naturale per veicoli, motore ibrido e filobus. Il Crealis ha vissuto due generazioni, una sotto l'era Irisbus Citelis e l'altra dal 2015 Iveco Bus Urbanway.

## Caratteristiche
Il Crealis è disponibile in due diverse lunghezze: 12 metri e articolato 18 metri. Entrambe le versioni sono disponibili in versione filobus, diesel con emissioni di livello Euro 5 EEV, e da poco, in versione CNG, ovvero con trazione a Gas naturale compresso.
È possibile dotare i veicoli di un Sistema a Guida Ottica.
La versione diesel della seconda generazione commercializzata nel 2015 e costruita sulla base dell'Urbanway, è conforme alla normativa Euro 6d.

## Versioni
Il Crealis Neo è disponibile in due lunghezze.

### Crealis 12

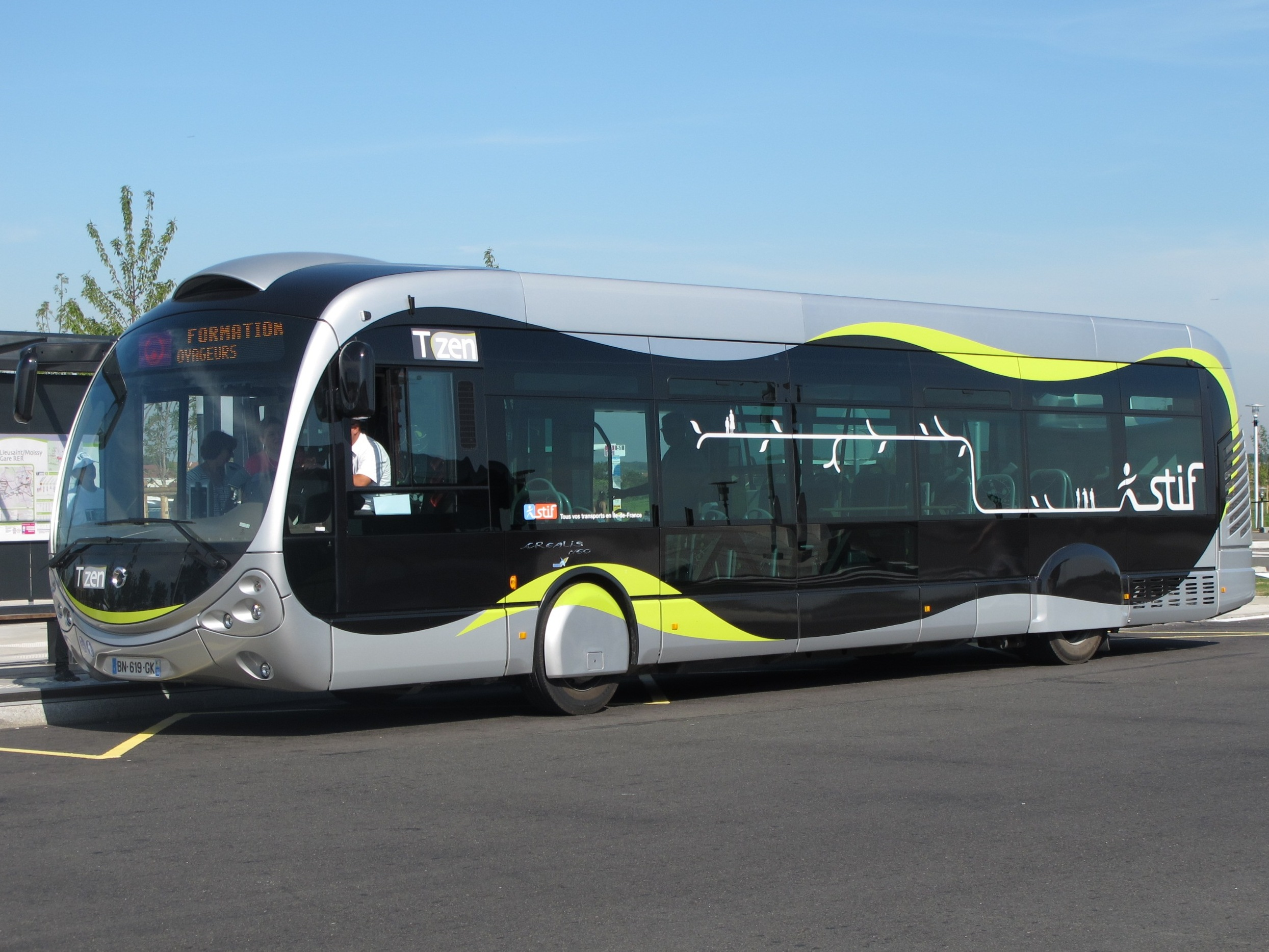
Crealis Neo 12 in Francia.

È la versione classica dell'Iveco Bus Crealis Neo.
È disponibile come filobus, con motore diesel o con alimentazione a Gas Naturale Compresso (CNG).

### Crealis 18

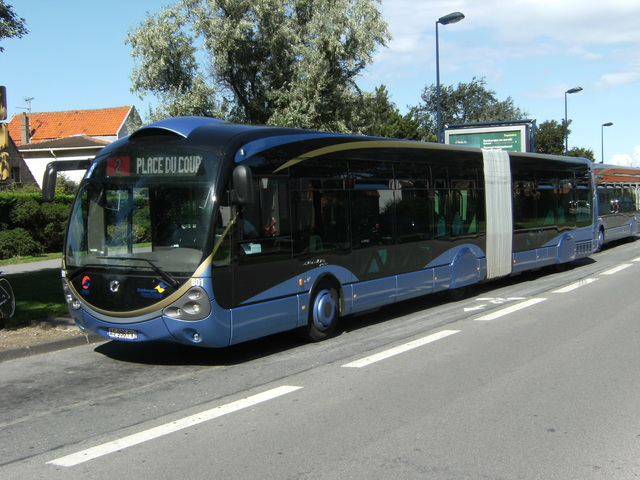
Crealis Neo 18 a Dunkerque, Francia.

È la versione articolata del Crealis Neo.
È disponibile come filobus, con motore diesel o con alimentazione a Gas Naturale Compresso (CNG).
Sono presenti veicoli di queste dimensioni in Francia, nelle città di Parigi, Clermont, Rouen, Nimes, Nancy.

Questo modello è stato acquistato in 49 esemplari dalla Tper di Bologna nel 2014 come sostituto dei 49 Irisbus Civis arrivati nel capoluogo emiliano ma mai entrati in servizio per il mancato benestare sulla sicurezza dei veicoli da parte del Ministero dei Trasporti.
Il 2 febbraio 2016 il Sindaco di Bologna Virginio Merola ha inaugurato la messa in strada dei Crealis Neo nella città felsinea.